# Sjoerd Maijer
Sjoerd Maijer (Delden, 10 november 1957 – Enschede, 13 augustus 2012)  was een Nederlandse ornitholoog die veel heeft bijgedragen aan de kennis van de avifauna van Bolivia en de determinatie van vogels aan de hand van geluiden.

## Biografie
Sjoerd studeerde wiskunde aan de Universiteit Twente, maar was vanaf zijn jeugd een verwoed amateurornitholoog. Na zijn afstuderen (cum laude) werkte hij enige tijd bij het Philips Natuurkundig Laboratorium. Daarna vestigde hij zich als onafhankelijk softwareontwikkelaar. In deze periode maakte hij lange, avontuurlijke reizen door onder andere Nepal, de Filipijnen en Bolivia op zoek naar zeldzame vogels.
Eind jaren 1980 besloot hij langere tijd in Bolivia te wonen. Tussen 1991 en 1995 maakte hij uitgebreide reizen door dit land en nam steeds meer vogelgeluiden op en gebruikte die voor de determinatie van vogels. Zijn programmeervaardigheden kwamen goed van pas bij het verwerken van de gedigitaliseerde geluidsopnamen. Hij was in 1996 mede-oprichter van een bedrijfje dat cd's maakte met geluiden van Zuid-Amerikaanse vogelsoorten en hij stond 1194 geluidsopnamen van 556 vogelsoorten op 94 verschillende locaties in Bolivia af aan de website xeno-canto.
Mede door deze bioakoestische aanpak ontdekte hij in 1996 de Boliviaanse stekelstaart (Cranioleuca henricae) een bedreigde soort en herontdekte de maskermierpitta (Hylopezus auricularis). In 1998 beschreef hij een nieuwe ondersoort van de blauwkeelparkiet (Pyrrhura cruentata).
In 1995 trouwde hij met de Colombiaanse Nieves Mendivelso en woonde met haar in Cochabamba. In 1997 verhuisden zij naar Nederland. Sjoerd leed aan de ziekte MS. Hij overleed op 13 augustus 2012 in Enschede.

## Publicaties (selectie)
- Kennedy, R. S., Mayer, S. & Fisher, T. H. (1984): Notes on Philippine birds, 3. First sight records of the Javan Pond-Heron Ardeola speciosa from the Philippines. Bull. Brit. Orn. Club 104: 102-103.
- Mayer, S. (1995): First record of Giant Snipe Gallinago undulata for Bolivia. Bull. Brit. Orn. Club 115: 188-189.
- Mayer, S. (1995): Notes on the occurrence and natural history of Berlepsch's Canastero Asthenes berlepschi. Cotinga 3: 15-16.
- Fjeldså, J. & Mayer, S. (1996): Recent ornithological surveys in Valles region, southern Bolivia, and the possible role of Valles for the evolution of the Andean avifauna. Rønde, Denmark: DIVA (Technical Report, 1).
- Maijer, S. (1996): Distinctive song of highland form maculicollis of the Red-winged Tinamou (Rhynchotus rufescens): evidence for species rank. Auk 113: 695-697.
- Mayer, S. (1996): Bird sounds of Bolivia / Sonidos de aves de Bolivia, 1.0. cd-rom. Bird Songs International, Westernieland, The Netherlands.
- Herzog, S. K., Kessler, M., Maijer, S. & Hohnwald, S. (1997): Distributional notes on birds of Andean dry forests in Bolivia. Bull. Brit. Orn. Club 117: 223-235.
- Maijer, S. & Fjeldså, J. (1997): Description of a new Cranioleuca spinetail from Bolivia and a "leapfrog pattern" of geographic variation in the genus. Ibis 139: 606-616.
- Maijer, S. (1998): Rediscovery of Hylopezus (macularius) auricularis: distinctive song and habitat indicate species rank. Auk 115: 1072-1073.
- Maijer, S., Herzog, S. K., Kessler, M., Friggens, M. T. & Fjeldså, J. (1998): A distinctive new subspecies of the Green-cheeked Parakeet (Pyrrhura molinae, Psittacidae) from Bolivia. Orn. Neotrop. 9: 185-191.
- Mayer, S. (1999): Bolivian Spinetail Cranioleuca henricae and Masked Antpitta Hylopezus auricularis. Cotinga 11: 71-73.
- Mayer, S. (2010): Birds of Bolivia / Aves de Bolivia, 2.22 dvd-rom. Bird Songs International, Enschede, The Netherlands.

- International Standard Name Identifier: 0000 0003 8790 0310
- Nederlandse Thesaurus van Auteursnamen: 150806892
- Système universitaire de documentation: 170377644
- Virtual International Authority File: 280940668
- WorldCat: E39PBJv8HVRB4pW3THRcqW4rMP